# ウィリアム・オルブライト

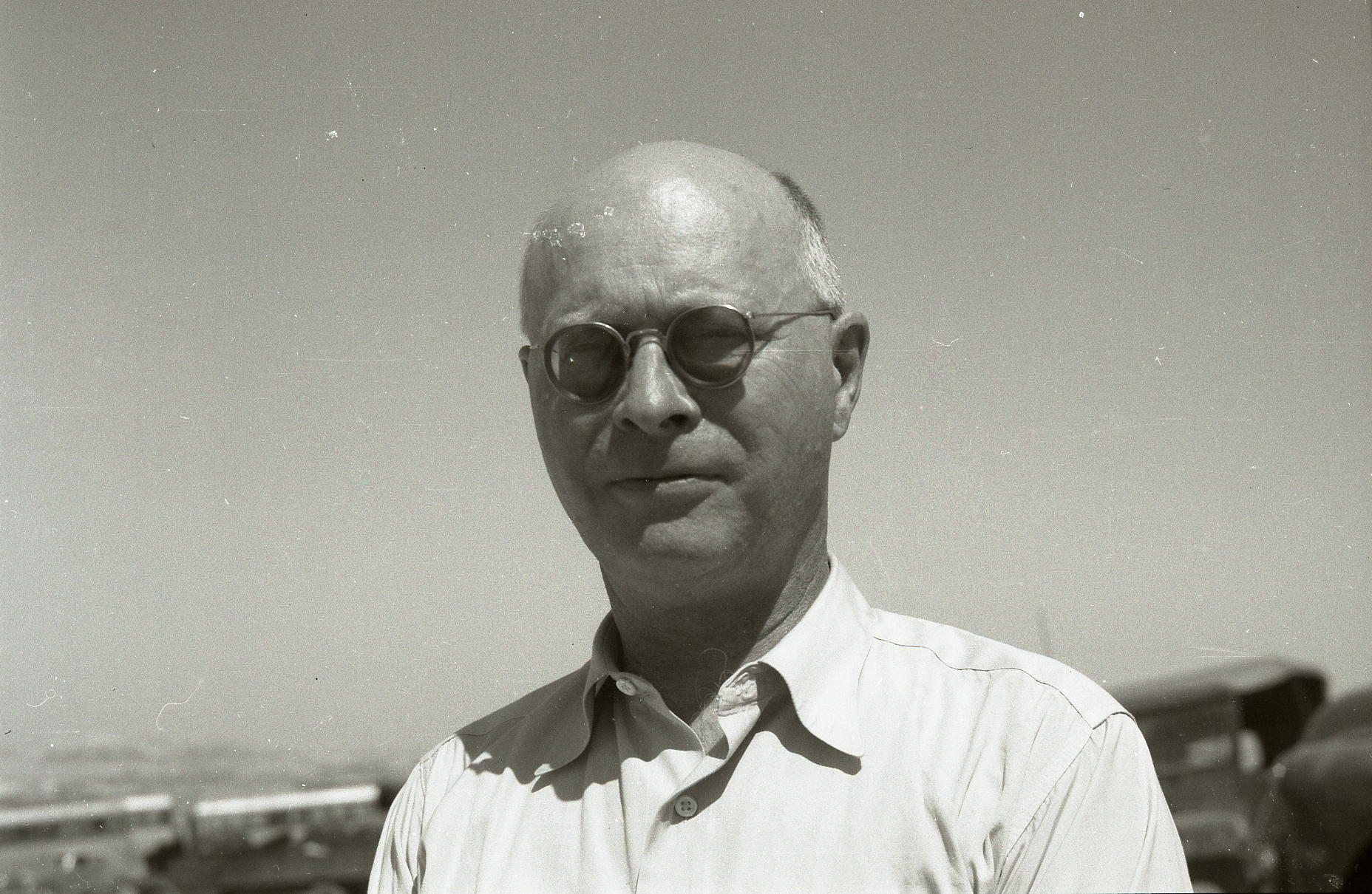
ウィリアム・オルブライト

ウィリアム・フォックスウェル・オルブライト（William Foxwell Albright, 1891年5月24日 - 1971年9月19日）は、アメリカのセム語学者、旧約聖書学者、聖書考古学者。古代中近東の諸言語に通じ、歴史的、高度学的、言語的なデータを駆使して、統一的系統的な年代史を再構成する研究をライフワークとした。姓はオールブライトとも表記する。

## 経歴
メソジスト派の宣教師を父に、チリのコキンボで生まれ、アメリカで教育を受けた。アッパー・アイオワ大学とジョンズ・ホプキンズ大学を苦学の上に卒業し、学者になる。1919年から1936年まで、エルサレムのアメリカ東洋研究所の所員としてギベア、テル・ベイト・ミルシム、ベテルなどの古代イスラエルの遺跡発掘に従事する。その後、1929年にジョンズ・ホプキンズ大学のセム語教授に就任し、1958年に引退するまで研究を行った。欧米の著名な大学から名誉学位を授与され、欧米の学会から名誉会員に推薦された。1971年、メリーランド州ボルチモアで脳溢血のために死去した。

## 人物像
- 左手が不自由というハンデキャップと戦いながら、生涯に1000点以上の著書、論文等を発表した。
- 幼少の頃から極度の近視であったので、子供のころはボール遊びができず、父親の書斎が安らぎの場所であったと後年語っている。晩年は緑内障、白内障を併発した[1]。

## 業績
- オルブライトの研究においての関心事は、人間文明を哲学的、歴史的、言語的に解明することにあった。人間の理性の発展を、原理論的段階、経験理論的段階、形式論理の段階の三つの段階に見た。以上のような人間の論理的思考段階を基礎にして、人間文化の発展上決定的に重要な起点を、イスラエルの宗教におけるモーセの唯一神教とギリシア哲学の台頭に見た。モーセの唯一神教こそが、原理的段階を打破して、経験論的思考を採用して、契約による神人関係という新しい世界を切り開いた。そして、ギリシア哲学がそれに続いて重要な役目を果たしていると考えた[2]。

## 著書
- 『考古学とイスラエルの宗教』1973年
- 『石器時代からキリスト教へ』1940年